# Museu de Belles Arts de Nancy

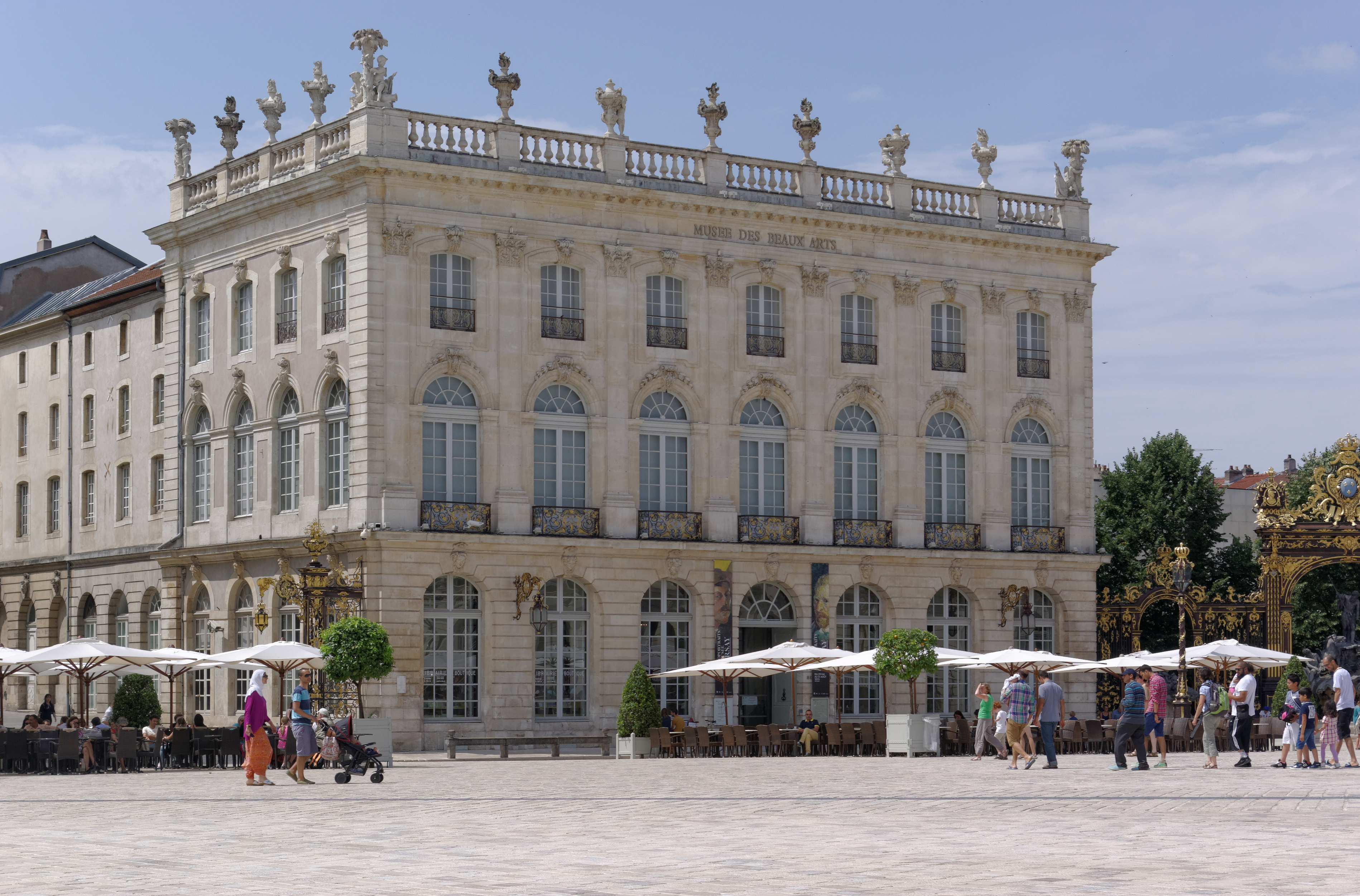
Museu d'Arts Bons de Nancy

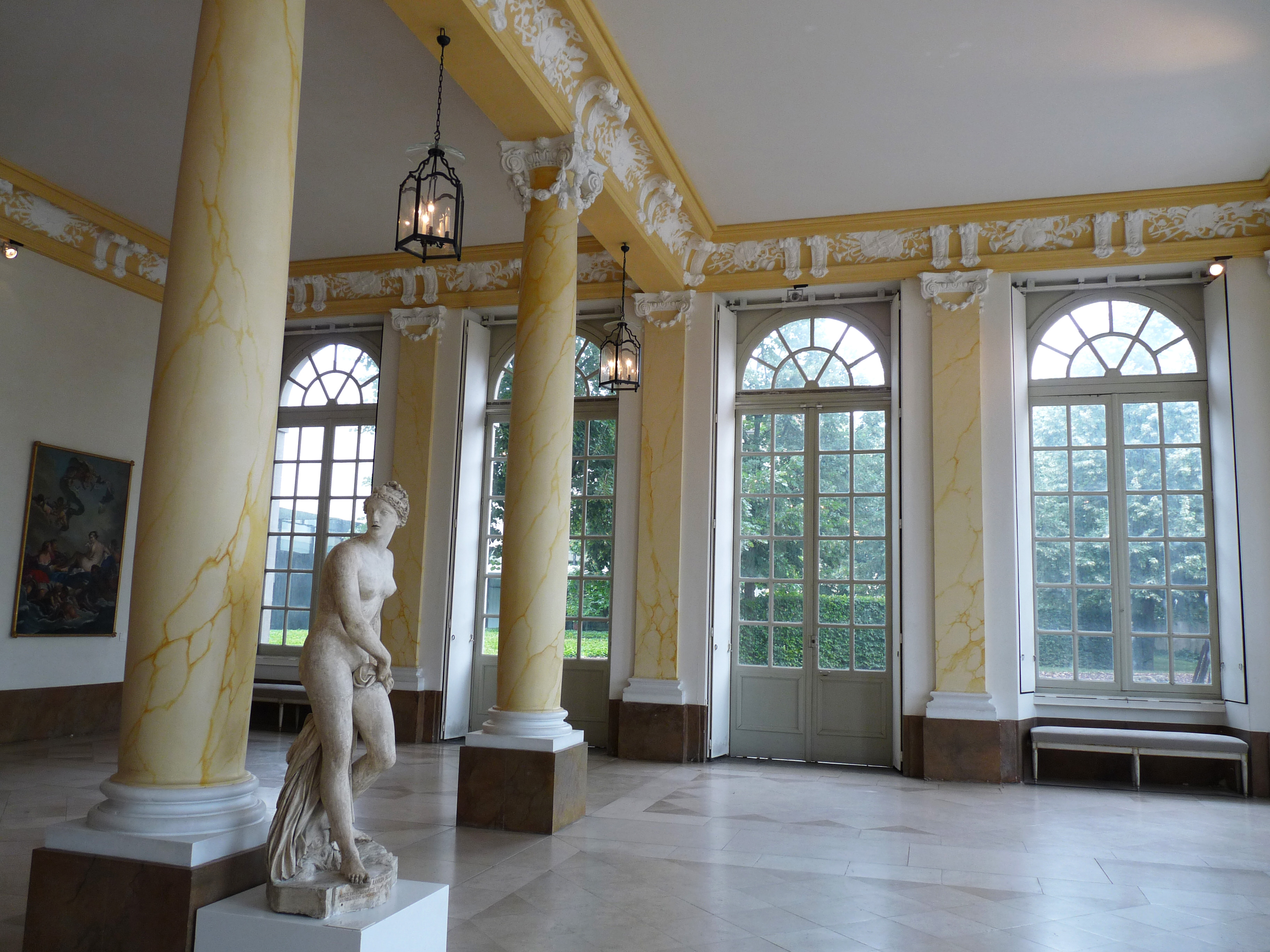
Peristyle del pavelló vell

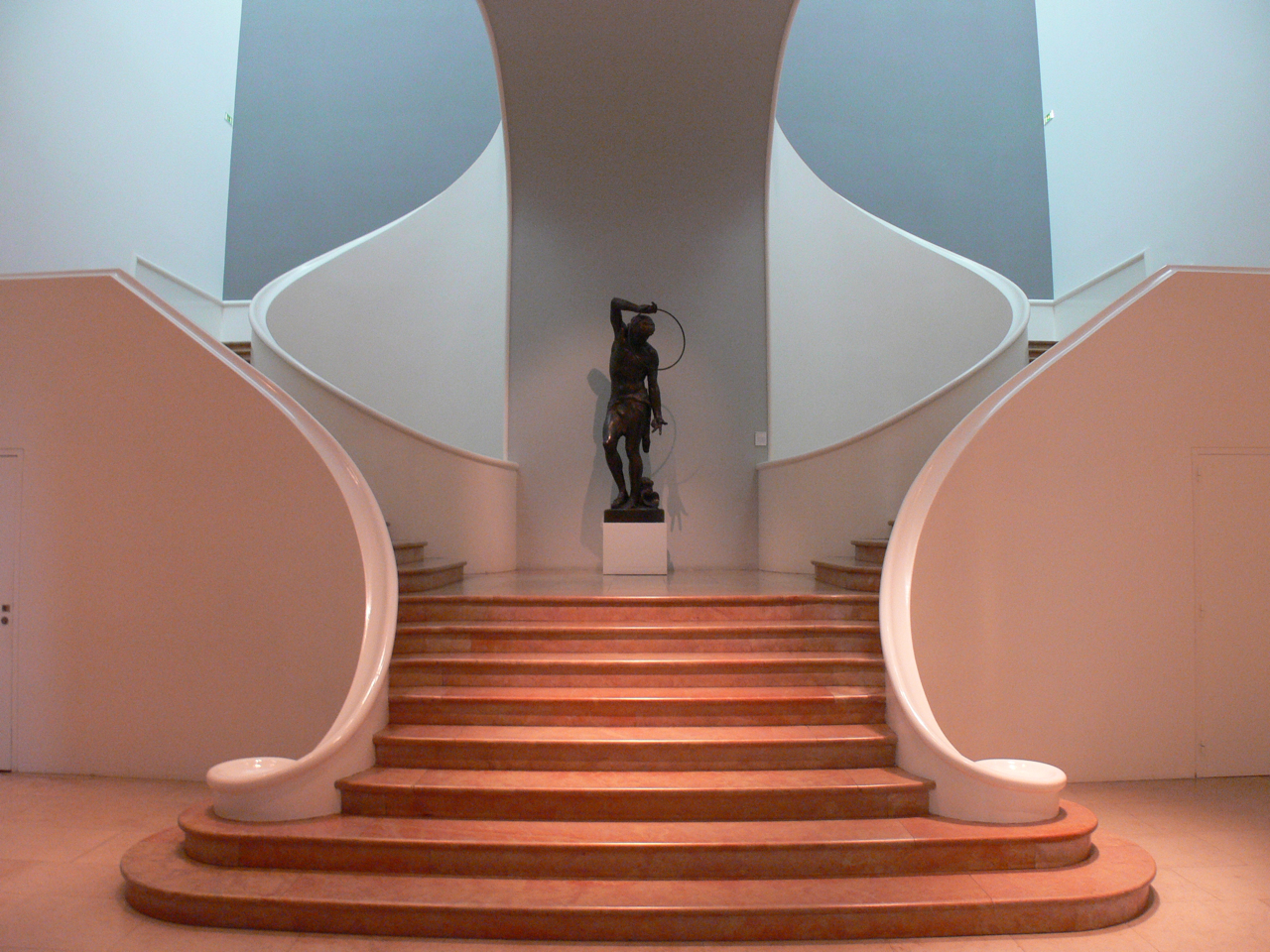
Escala de l'ampliació dels anys trenta

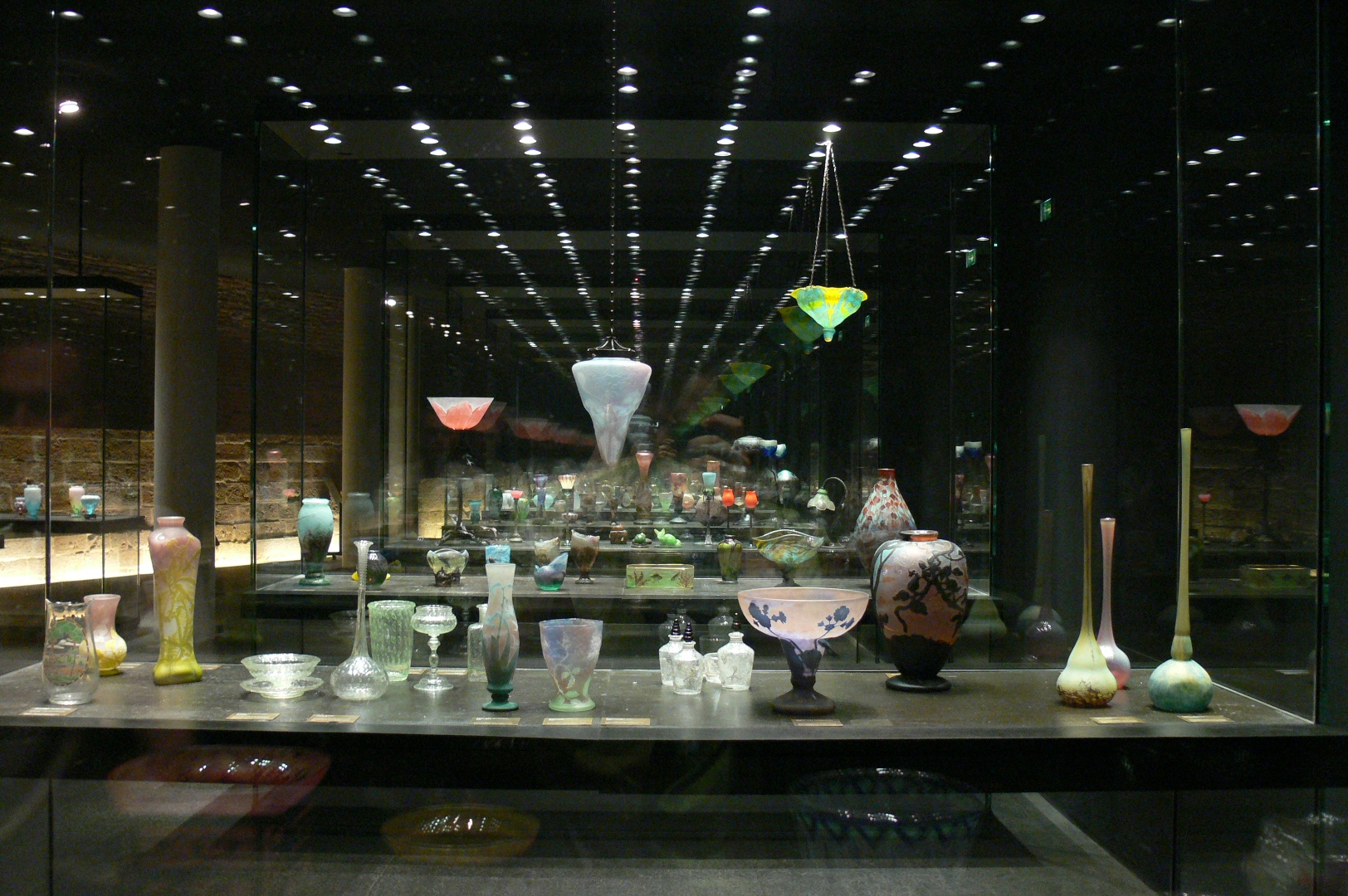
Col·lecció Daum

El Museu de Belles Arts de Nancy (francès: Musée des Beaux-Arts de Nancy), un dels museus més antics de França, es troba en un dels pavellons de la Plaça Stanislas, al cor del conjunt urbà del segle xviii, Patrimoni de la humanitat per la UNESCO. El museu mostra una important col·lecció de pintures europees i està obert en gran manera al disseny, inclosa una galeria dedicada a Jean Prouvé o a la fàbrica Daum.

## Història
El Museu de Belles Arts de Nancy és un dels més antics de França. La seva fundació intervé, com per a altres institucions museístiques franceses, durant el període revolucionari. Les primeres col·leccions es fan a partir de les confiscacions de béns del clergat o de famílies aristocràtiques que emigren per fugir de França i de la Revolució.
Sota el Primer Imperi, amb la signatura del tractat de pau entre França i Àustria a Lunéville el 1801, Napoleó I va portar 30 quadres del Museu Central de Lorena (actual Museu del Louvre). Així, el museu de Nancy rep un gran conjunt de pintures franceses dels segles XVII i XVIII. El mateix any, el museu gaudeix, com altres 15 museus de França, d'enviaments d'obres segons el decret Chaptal. Aquestes pintures provenen de col·leccions franceses confiscades o de conquestes napoleòniques a Itàlia. Entre les primeres obres que van formar les col·leccions del Museu de Belles Arts de Nancy, algunes són les ordres de la família ducal de Lorena:
- L'Anunciació de Caravaggio (1608)[2]
- Una còpia del famós The Wedding of Cana (Veronese) realitzat per Claude Charles el 1702 per al convent de Cordeliers Nancy.[2]

El 1930, l'ajuntament va decidir convertir l'edifici en museu per acollir la col·lecció de belles arts que fins ara es mantenia a l'ajuntament.
El museu ha canviat diverses vegades en la seva història, abans de ser instal·lat el 18 de maig de 1825 a l'Ajuntament de Nancy.
- 1791 - 1792: Hotel de la Universitat de Nancy (planta baixa)
- 1793 - 1804: antiga capella en desús del Convent de la Visitació
- 1804 - 1814: locals de l'antiga universitat, actual Biblioteca Patrimonial de Nancy
- 1814 - 1828: antic Reial Col·legi de Medicina (actual pavelló ocupat pel museu)
- 1828 - 1936: Ajuntament de Nancy El 1936 es va traslladar al pavelló que encara ocupa a Stanislas, l'antic Reial Col·legi de Medicina. Aleshores, el museu es beneficia d'una extensió deguda a Jacques i Michel André.

## Arquitectura
El pavelló que acull el museu des del 1936 pertany al conjunt dissenyat per l'arquitecte Emmanuel Héré a mitjan segle xviii per a l'antic rei de Polònia i duc de Lorena i Bar, Estanislau I de Polònia. La façana principal presenta, doncs, un estil clàssic, en un conjunt rocós inscrit a la llista del Patrimoni de la Humanitat per la UNESCO. Aquest pavelló està instal·lat a les antigues fortificacions de Nancy, inclòs el bastió de Haussonville (segle XV), que el visitant pot descobrir al nivell -1 del museu.
El 1936, el pavelló va ser modernitzat i ampliat pels arquitectes Jacques i Michel André, guardonat amb el concurs d'arquitectura llançat pel municipi per al museu, 5 anys abans. Els arquitectes proposen una ala a la continuïtat del pavelló XVIII, a dos nivells. La façana del jardí és una part important del projecte dels arquitectes i es reprendrà el 2019 per al cartell de l'exposició organitzada amb motiu del 20è aniversari de la segona renovació de l'establiment. L'escala de dos pisos, amb línies Art Deco, tot de formigó, és l'altre aspecte destacat d'aquesta ampliació.
El febrer de 1999, després d'espectaculars treballs d'ampliació (incloent una important excavació arqueològica), es va inaugurar una nova ala contemporània dissenyada per l'agència de Laurent Beaudouin. Les superfícies de l'exposició es multipliquen per dues i es crea un auditori. El 2001 es va crear un traster dedicat a la conservació de les arts gràfiques per acollir una gran donació, llavors anònima, de més de 15.000 obres. El nom dels donants es revela el 2011, amb la mort de Jacques Thuiller. La donació porta avui el nom de Jacques i Guy Thuiller.
El 2000, Felice Varini va fer a l'interior del museu l'Ellipse orange évidée par sept disques, una anamorfosi visible des de diversos pisos. El 2002 s'instal·la L'Hommage à Lamour, una obra creada in situ per François Morellet: visible des de la plaça Stanislas i col·locada a l'edifici de conservació, tracta d'un gran rectangle blanc horitzontal, amb groc neó corbat en volutes a cada cantonada.
El 2012, el museu torna a obrir les portes després de les feines d'il·luminació i l'estalvi energètic. Aleshores neix una nova museografia que integra la creació d'un espai dedicat a Jean Prouvé. Al nivell -1, hi ha una galeria dedicada a les cristalleries Daum. Els espais també es reserven per a arts gràfiques o asiàtiques. La gran col·lecció de pintures s'exhibeix al pavelló del segle xviii per ordre cronològic. El 2018, es reelabora la ruta permanent per incloure obres del museu Lorrain, dipositades durant la renovació del palau dels ducs de Lorena. En el futur, el museu té la intenció de desenvolupar la presentació de la creació contemporània.

## Col·lecció
Alguns dels pintors que presenten obres a les col·leccions són Perugino, Tintoretto, Jan Brueghel el Jove, Caravaggio, Georges de La Tour, Charles Le Brun, Ribera, Rubens, Claude Lorrain (conegut com Le Lorrain i Claude), Luca Giordano, François Boucher, Eugène Delacroix, Édouard Manet, Claude Monet, Paul Signac, Modigliani, Picasso, Raoul Dufy, Constance Mayer...

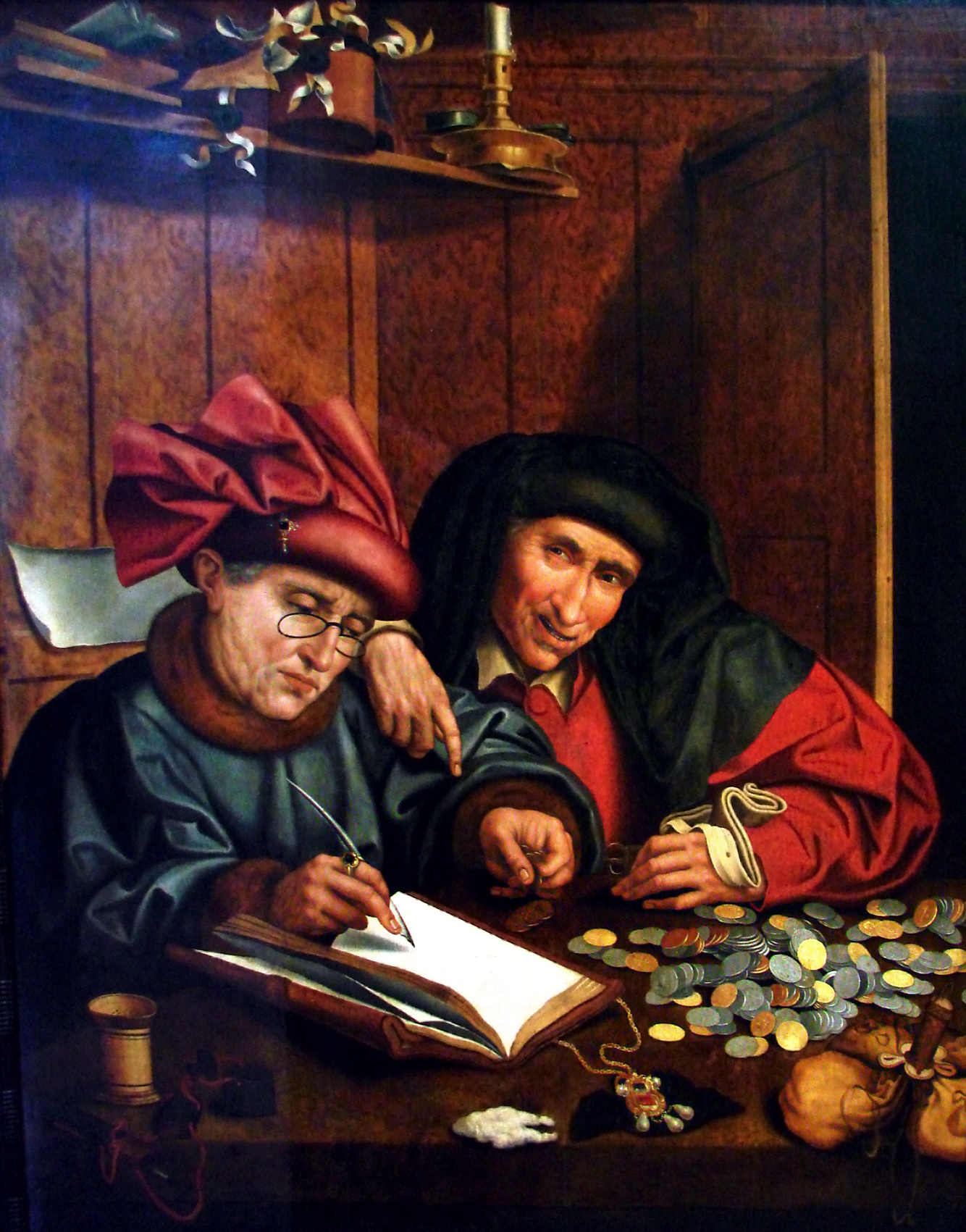
Els comptes d'argent (1575-1600)
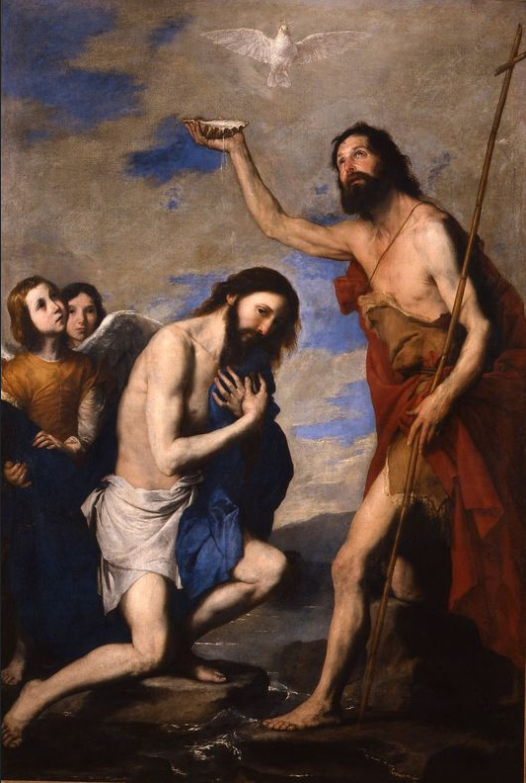
José de Ribera (1591-1652)
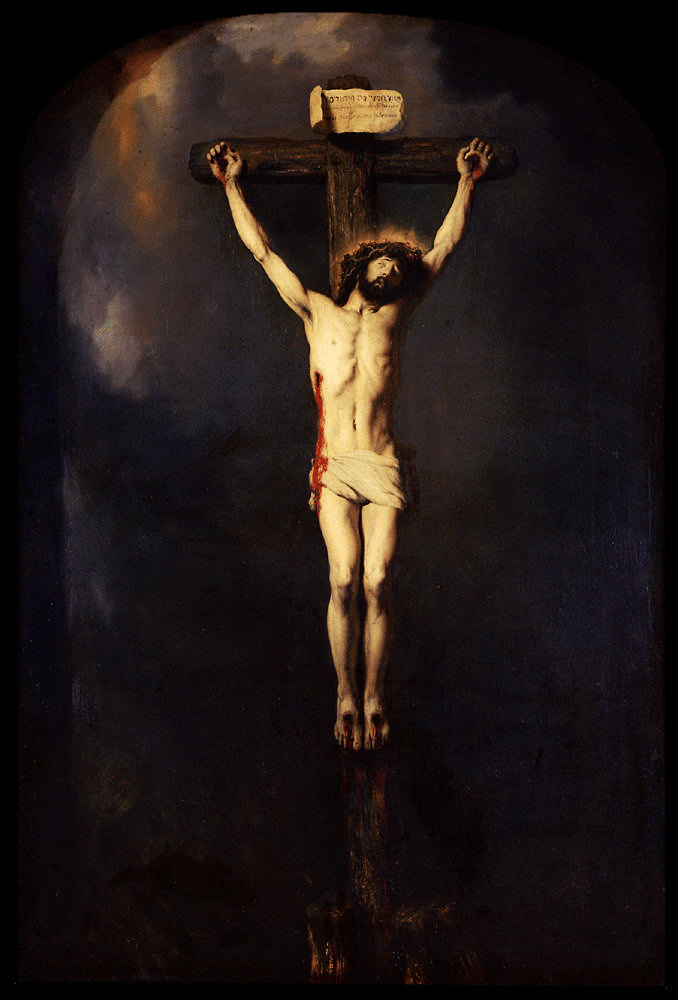
Jan Lievens (1607-1674)
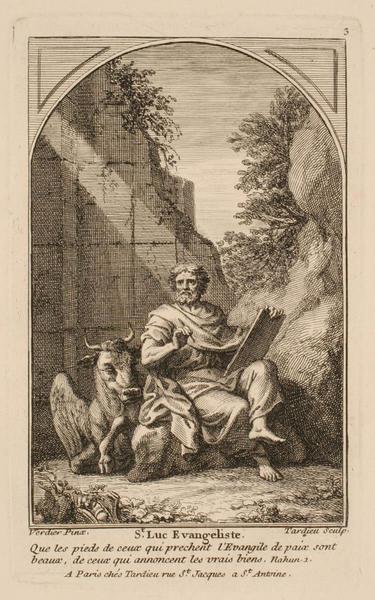
Sant Lluc. Gravat de Nicolas-Henri Tardieu després d'un dibuix de François-Alexandre Verdier
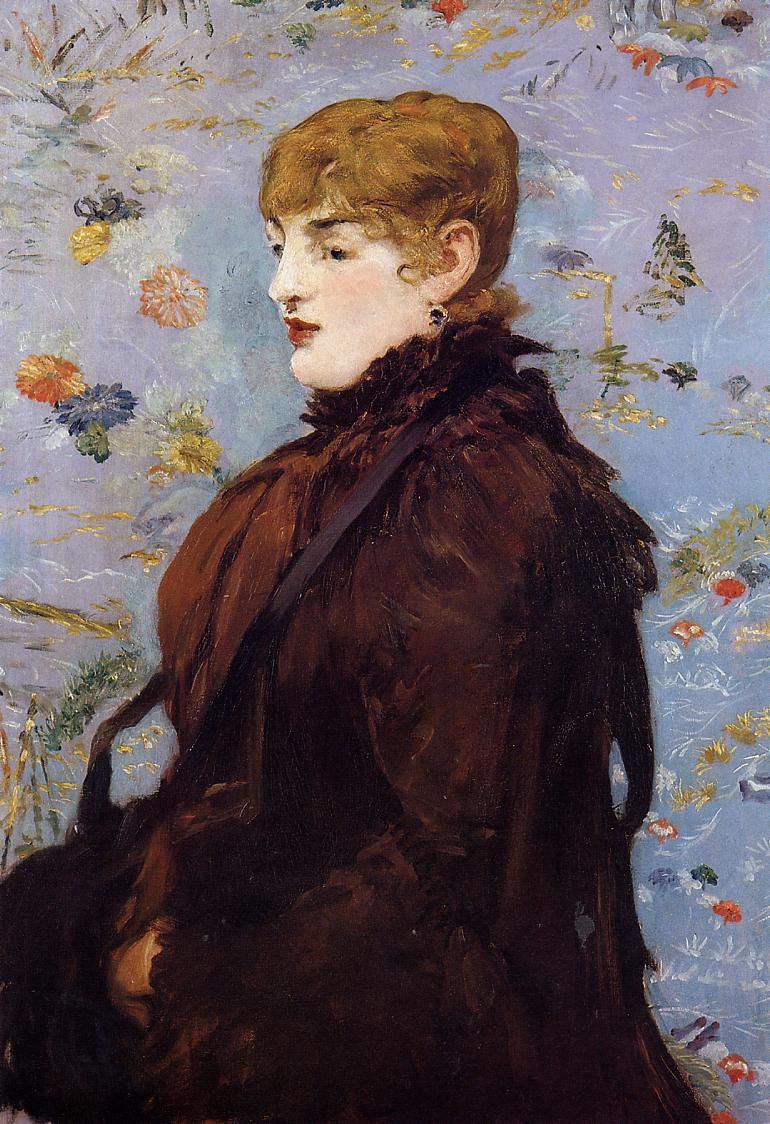
Édouard Manet (1832-1883)
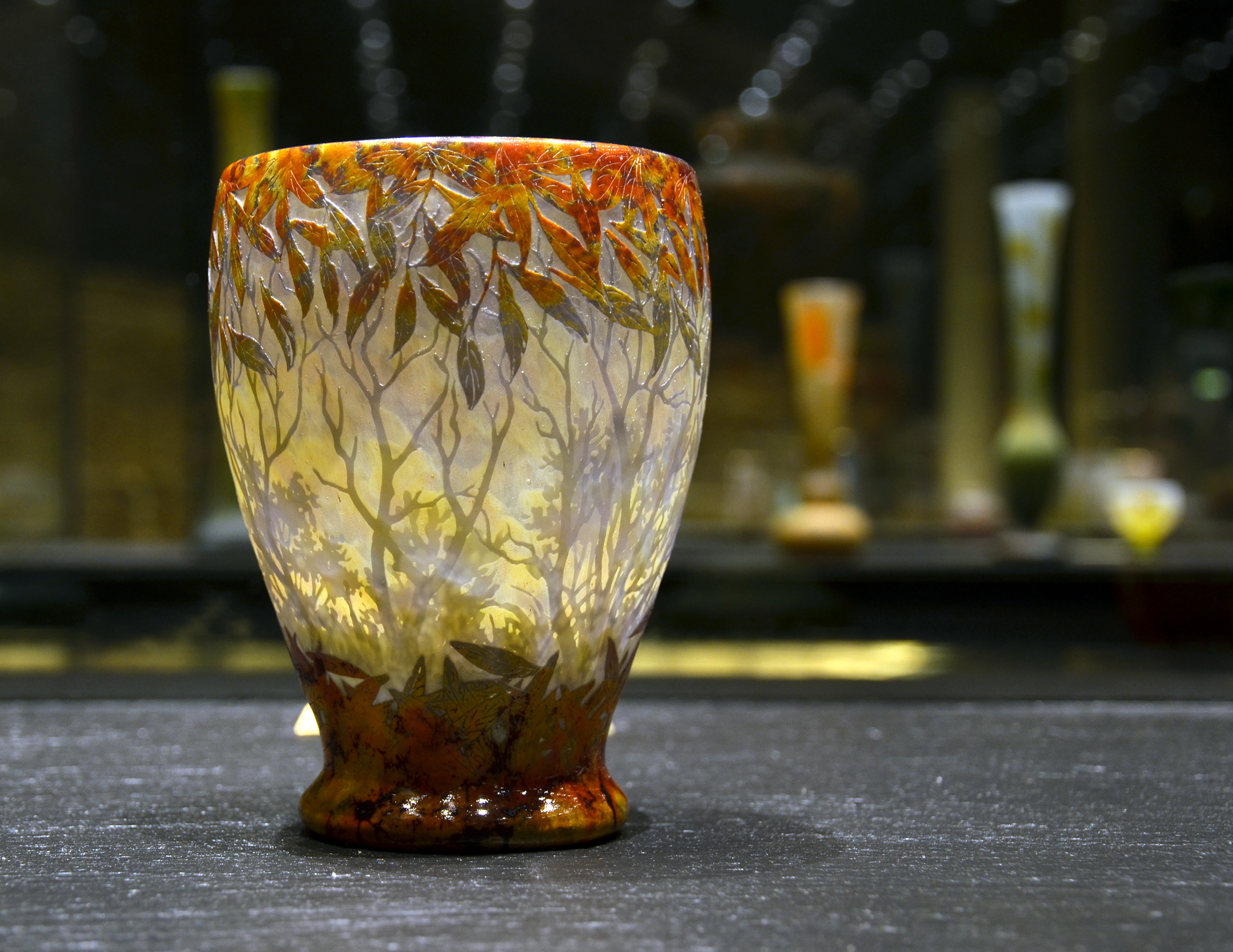
Gerro de Daum
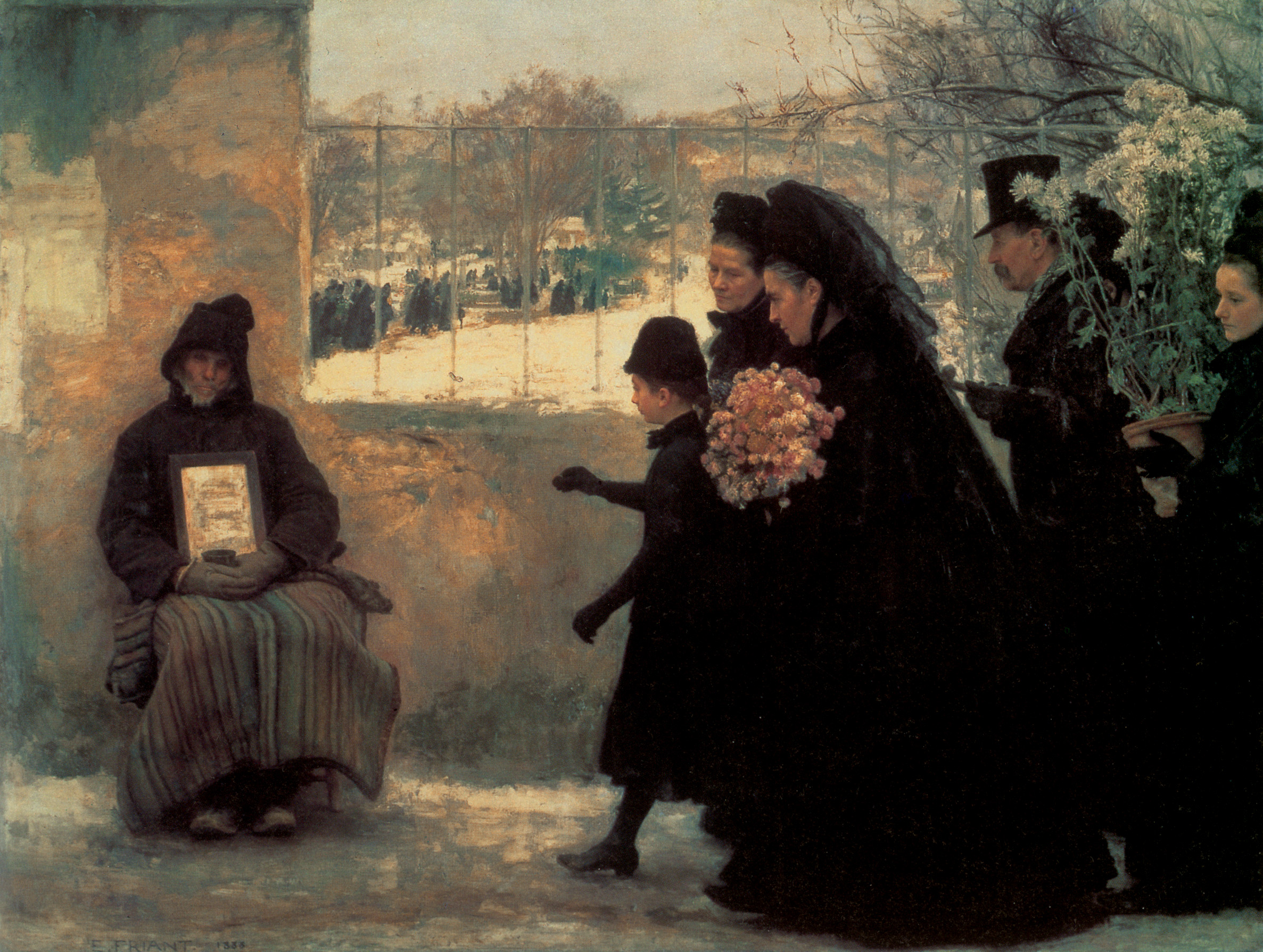
Émile Friant (1863-1932)
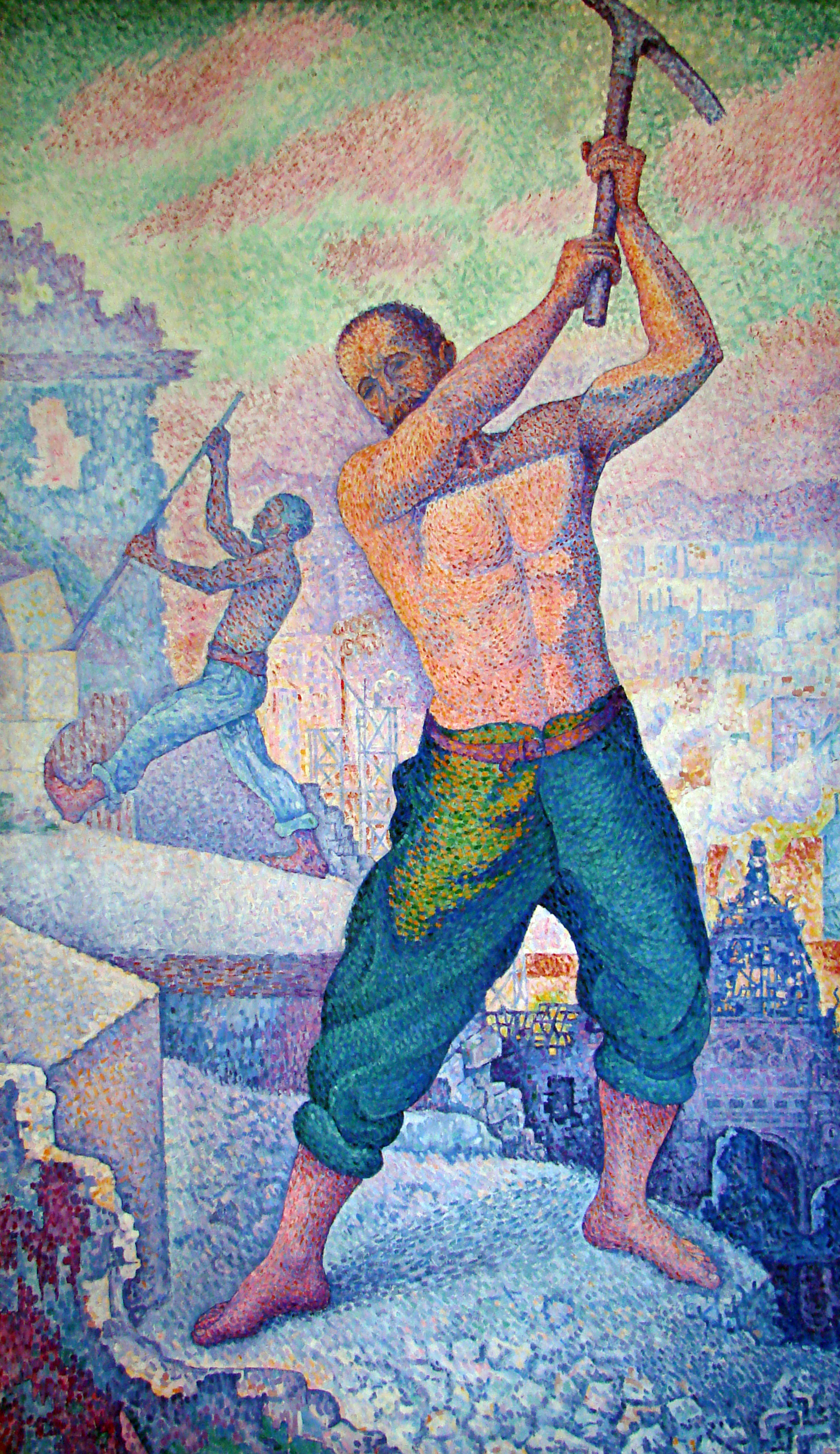
Paul Signac (1863-1935)
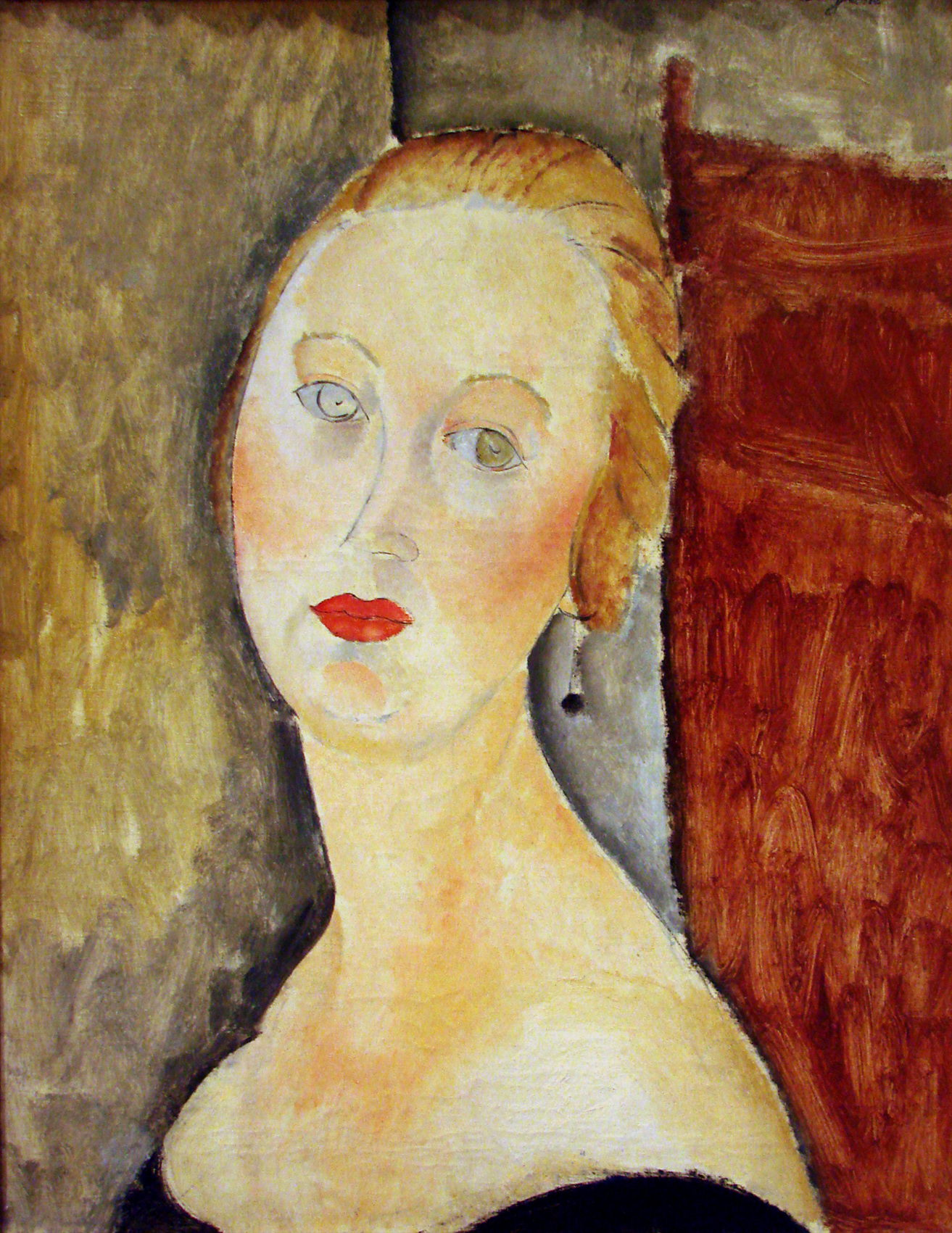
Amedeo Modigliani (1884-1920)
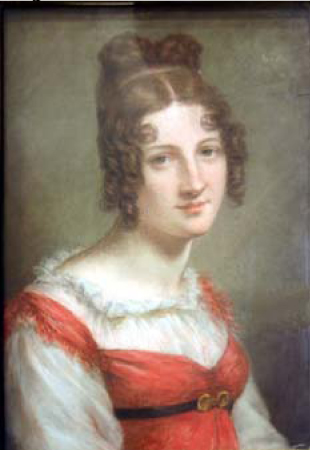
Retrat d'Élise Voïart de Constance Mayer (1811)